# Evair Aparecido Paulino
Evair Aparecido Paulino (n. 21 februarie 1965, Ouro Fino, Minas Gerais, Brazilia) este un fost fotbalist brazilian.
Între 1992 și 1993, Evair a jucat 9 meciuri și a marcat 2 goluri pentru echipa națională a Braziliei.

## Statistici
| Brazilia | Brazilia | Brazilia |
| An       | Meciuri  | Goluri   |
| -------- | -------- | -------- |
| 1992     | 2        | 0        |
| 1993     | 7        | 2        |
| Total    | 9        | 2        |